# Floresta (Sizilien)
Floresta ist eine Stadt der Metropolitanstadt Messina in der Region Sizilien in Italien mit 468 Einwohnern (Stand 31. Dezember 2023).

## Lage und Daten
Floresta liegt 94 km südwestlich von Messina. Die Einwohner arbeiten hauptsächlich in der Landwirtschaft und im Tourismus.
Floresta ist die am höchsten gelegene Gemeinde Siziliens. Sie liegt in einer Höhe von 1275 m über NN.
Die Nachbargemeinden sind: Montalbano Elicona, Raccuja, Randazzo, Santa Domenica Vittoria, Tortorici und Ucria.

## Geschichte
Das Gründungsdatum des Ortes ist unbekannt. 1399 kam er unter die Herrschaft der Familie Paternò.